# Eciton californicum
Eciton californicum é uma espécie de formiga do gênero Eciton.